# 少耙胡椒鯛
少耙胡椒鯛（学名：Plectorhinchus lessonii），又稱雷氏石鱸、雙帶石鱸、四帶胡椒鯛，俗名加志，為輻鰭魚綱鱸形目石鱸科的其中一個種。

## 分布
本魚分布於印度西太平洋區，包括日本南部、中國東海、南海、台灣、越南、菲律賓、印尼、澳洲北部等海域。

## 深度
水深1至30公尺。

## 特徵
本魚體銀灰色，在胸鰭上方之體側具有暗褐色之寬的水平縱帶，幼魚時有3條，隨年齡可增加到6條。腹部銀白色。背鰭、尾鰭和臀鰭之軟條部有暗褐色之斑點。頰部具有二條平行之斜帶。背鰭硬棘12至13枚、軟條18至22枚；臀鰭硬棘3枚、軟條7至8枚。體長可達40公分。

## 生態
本魚幼魚多躲在礁緣下層邊緣具沙底之水層上，成魚多獨游，棲息於礁洞中，以甲殼類、魚類等為食。

## 經濟利用
為食用魚亦可做觀賞魚，適合紅燒或煮湯食用。